# Ozarba diaphora
Ozarba diaphora is een vlinder van de familie van de uilen (Noctuidae). De wetenschappelijke naam van deze soort is voor het eerst voorgesteld als Erastria diaphora door Otto Staudinger in een publicatie uit 1879.
De soort komt voor in:
- het Palearctisch gebied waaronder de Canarische Eilanden, Marokko, Algerije, Egypte, Zuidelijk Europees Rusland, Turkije, Armenië, Syrië, Libanon, Israël, Jordanië, Irak, Iran, Kazachstan en Afghanistan,
- het Afrotropisch gebied waaronder Westelijke Sahara, Saudi-Arabië, de Verenigde Arabische Emiraten en Oman,
- het Oriëntaals gebied waaronder Pakistan en India.